# Hioteri
Els hioteris (Hyotherium) són un gènere extint de mamífers artiodàctils de la família dels súids que visqueren a Euràsia entre l'Oligocè i el Miocè. Entre molts altres llocs, se n'han trobat fòssils al jaciment de Sant Miquel de Toudell, al poble català de Viladecavalls. Pesaven uns 60 kg. La morfologia de les dents, de tipus bunodont-braquidont, indica que tenien una dieta omnívora. A partir del Miocè mitjà foren substituïts pels tetraconodontins en els seus nínxols ecològics.